# Te Anau (Neuseeland)

Lake Te Anau

Te Anau ist eine kleine Stadt im Southland District der Region Southland auf der Südinsel von Neuseeland.

## Namensherkunft
Der Ort wurde nach dem gleichnamigen See, dem Lake Te Anau benannt. Der Name stellt eine Verkürzung des Begriffes „Te ana-au“ in der Sprache der Māori dar und steht für „in einer Höhle rauschendes Wasser“.

## Geographie
Die Kleinstadt befindet sich rund 120 km nordwestlich von Invercargill und rund 64 km südsüdwestlich von Milford Sound/Piopiotahi. Sie liegt nahe der Mündung des Upukerora River unweit des südlichen Endes des Lake Te Anau, des mit einer Fläche von 344 km² größten Sees der Südinsel und zweitgrößten Sees des Landes. Durch Te Anau führt der New Zealand State Highway 94, der von Osten kommend im Ort nach Norden in Richtung Milford Sound/Piopiotahi abknickt und die einzige Straße zu dem unter Touristen beliebten Fjord ist. In Te Anau zweigt auch der New Zealand State Highway 95 ab, der  den Ort mit Manapouri, rund 20 km südsüdwestlich verbindet.

## Bevölkerung
Zum Zensus des Jahres 2013 zählte der Ort 1911 Einwohner, 0,5 % mehr als zur Volkszählung im Jahr 2006.

## Wirtschaft
Der Ort lebt hauptsächlich vom Tourismus und von der in der Umgebung betriebenen Landwirtschaft.

## Tourismus
Weil Te Anau direkt an der Grenze zum Fiordland-Nationalpark liegt, ist der Ort ganz auf den Tourismus eingestellt. Es bestehen Unterkünfte für etwa 3000 Besucher und es starten von Te Anau aus Busse und Rundflüge zum nördlich gelegenen Milford Sound/Piopiotahi sowie viele Wanderungen ins Fiordland. Unweit des Ortes beginnt bzw. endet der Wanderweg Kepler Track, einer der neun Great Walks. Der Track wird einmal im Jahr als Kepler Challenge (Ultramarathon) gelaufen. Per Boot ist es auch möglich, die Te Anau Caves zu erreichen, ein Höhlensystem mit einem unterirdischen Wasserfall und Glowworms (Arachnocampa luminosa), die nicht identisch mit den deutschen Glühwürmchen sind.